# Теодора Дренска
Теодора Георгиева Якимова-Дренска е български политик от Национално движение Симеон Втори, депутат в две последователни Народни събрания – XXXIX и 40-о Народно събрания.

## Биография
Преди избирането си за народен представител, Дренска завършва право в СУ „Свети Климент Охридски“ и работи като адвокат в гр. София.
Теодора Дренска е народен представител в XXXIX и XL НС.Член е на комисиите по бюджет и финанси и по правни въпроси.
В края на парламентарния мандат на XL НС Теодора Дренска е предложена от правителството на Сергей Станишев за български консул в Дъблин, Ирландия.
От 25 януари 2012 г. Теодора Дренска е зам-председател на Фонда за компенсиране на инвеститорите. От юли 2015 г. е избрана за председател на Фонда.